# Sniffer (film)
Pour l’article homonyme, voir Sniffer.
Pour plus de détails, voir Fiche technique et Distribution.
Sniffer est un film norvégien réalisé par Bobbie Peers, sorti en 2006.

## Synopsis
Dans un monde à faible gravité, l'employé d'une usine de déodorant se retrouve collé au plafond et doit être sauvé par sa femme.

## Fiche technique
- Titre : Sniffer
- Réalisation : Bobbie Peers
- Scénario : Bobbie Peers
- Musique : Evan Gardner
- Photographie : Jakob Ingason
- Montage : Pål Gengenbach
- Production : Maria Ekerhovd et Glenn Gardner
- Société de production : Dream Factory
- Pays :  Norvège
- Genre : Drame et science-fiction
- Durée : 10 minutes
- Dates de sortie : 
  -  Norvège : 18 janvier 2006

## Distribution
- Danny Schlesinger
- Kristin Krogh Sissener
- Ole Ivar Rudi

## Distinctions
Le film a reçu la Palme d'or du court métrage lors du festival de Cannes 2006.